# بيثون (باد كاليه)
بيثون، باد كاليه (بالفرنسية: Béthune)‏ هي بلدية تقع في إقليم باد كاليه من منطقة نور با دو كاليه في شمال فرنسا. تبلغ مساحة هذه المدينة 12.97 (كم²)، وترتفع عن سطح البحر 26 م، يبلغ عدد سكانها 25766 نسمة حسب إحصاء المعهد الوطني للإحصاء والدراسات الاقتصادية سنة 2009 م. وترأس Stéphane Saint-André البلدية خلال فترة (2008-2014).

## توأمة
لبيثون (باد كاليه) اتفاقيات توأمة مع:
- شفيرته

## معرض صور

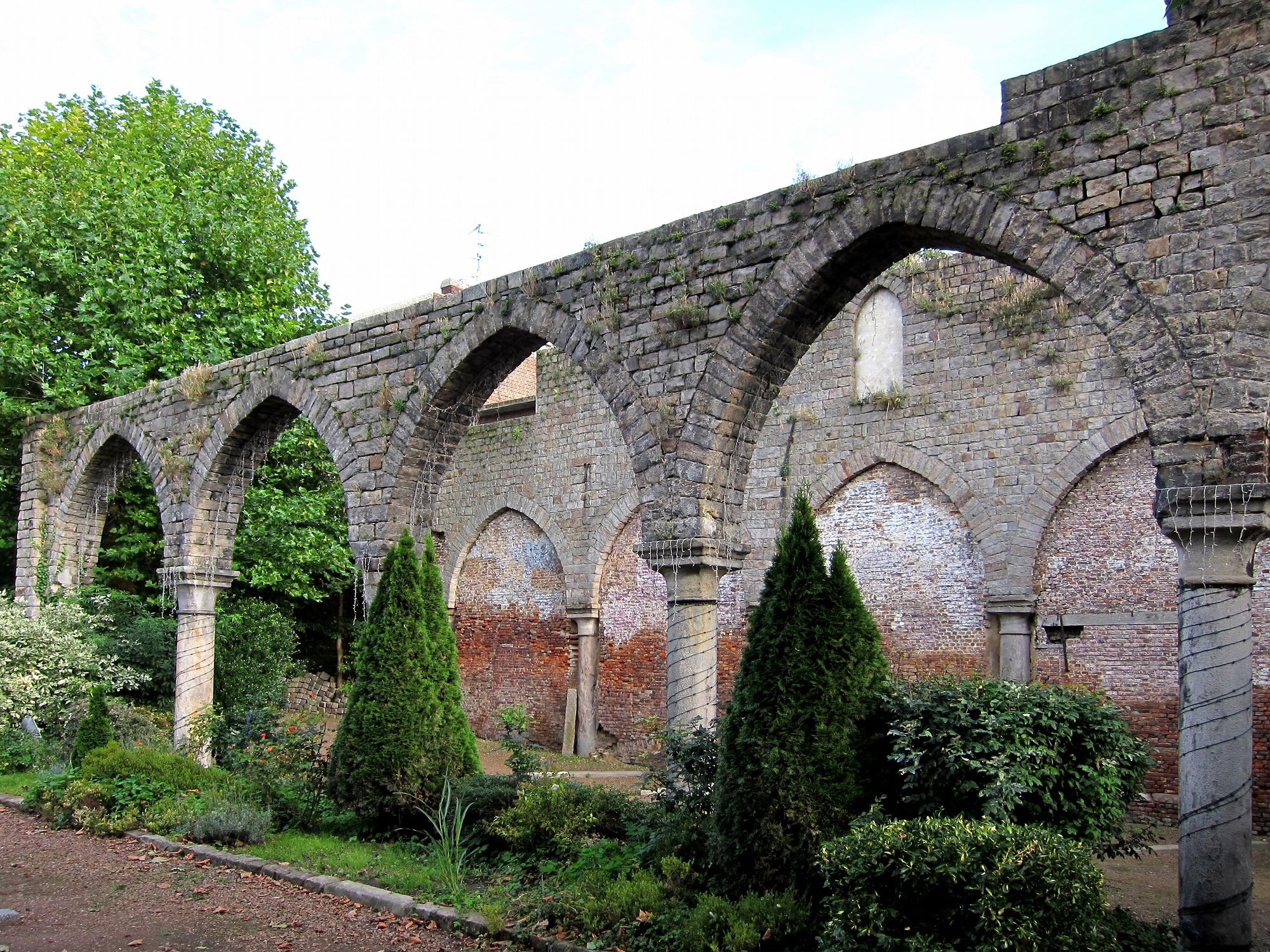
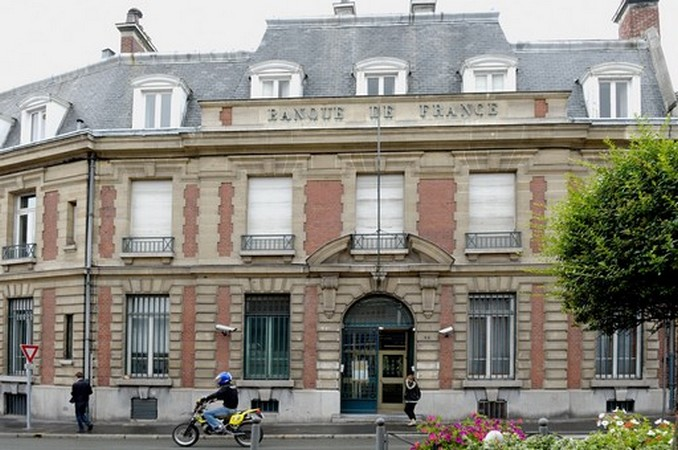
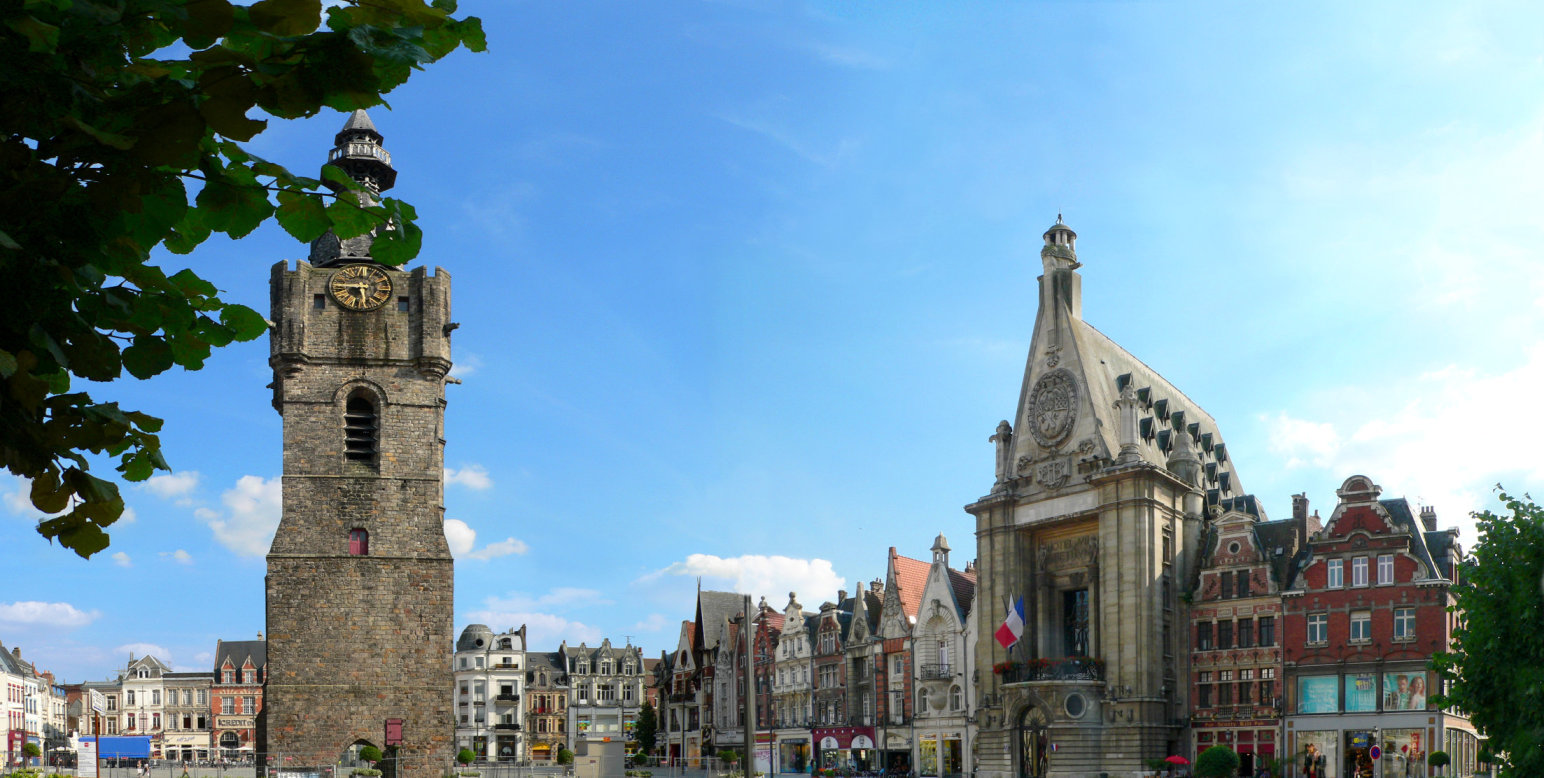
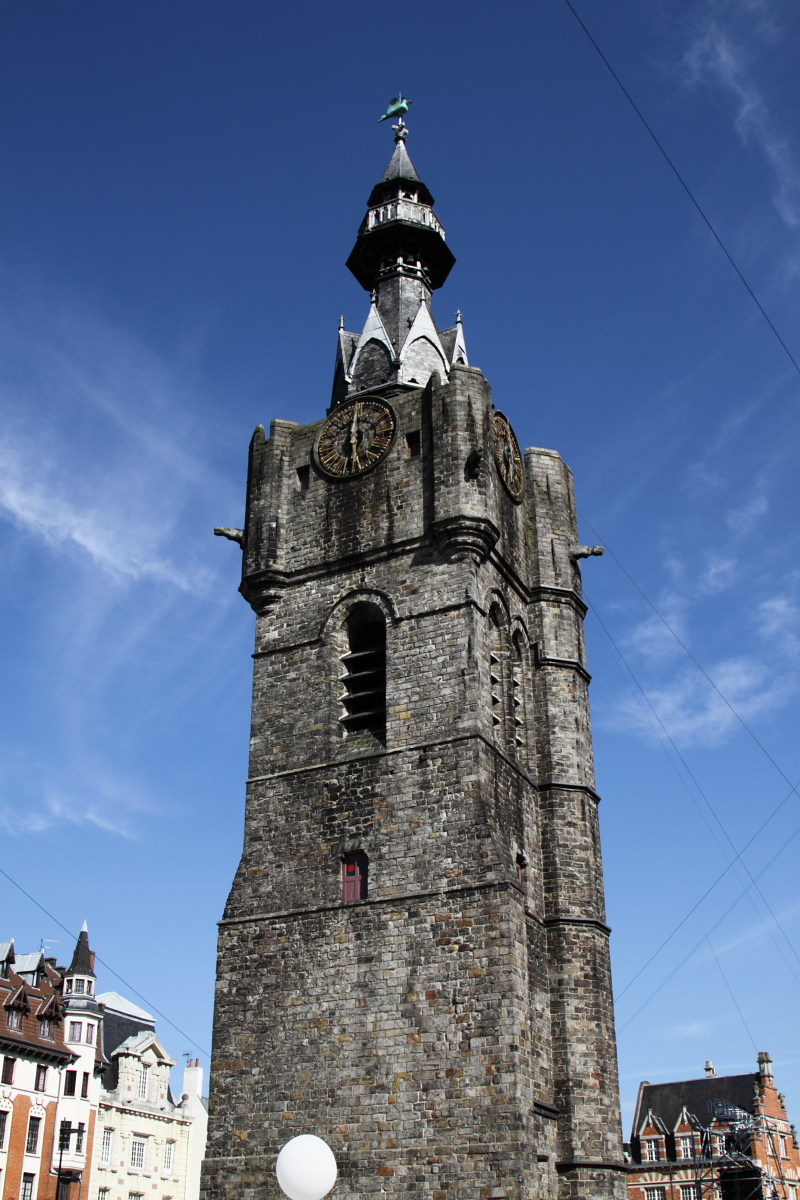
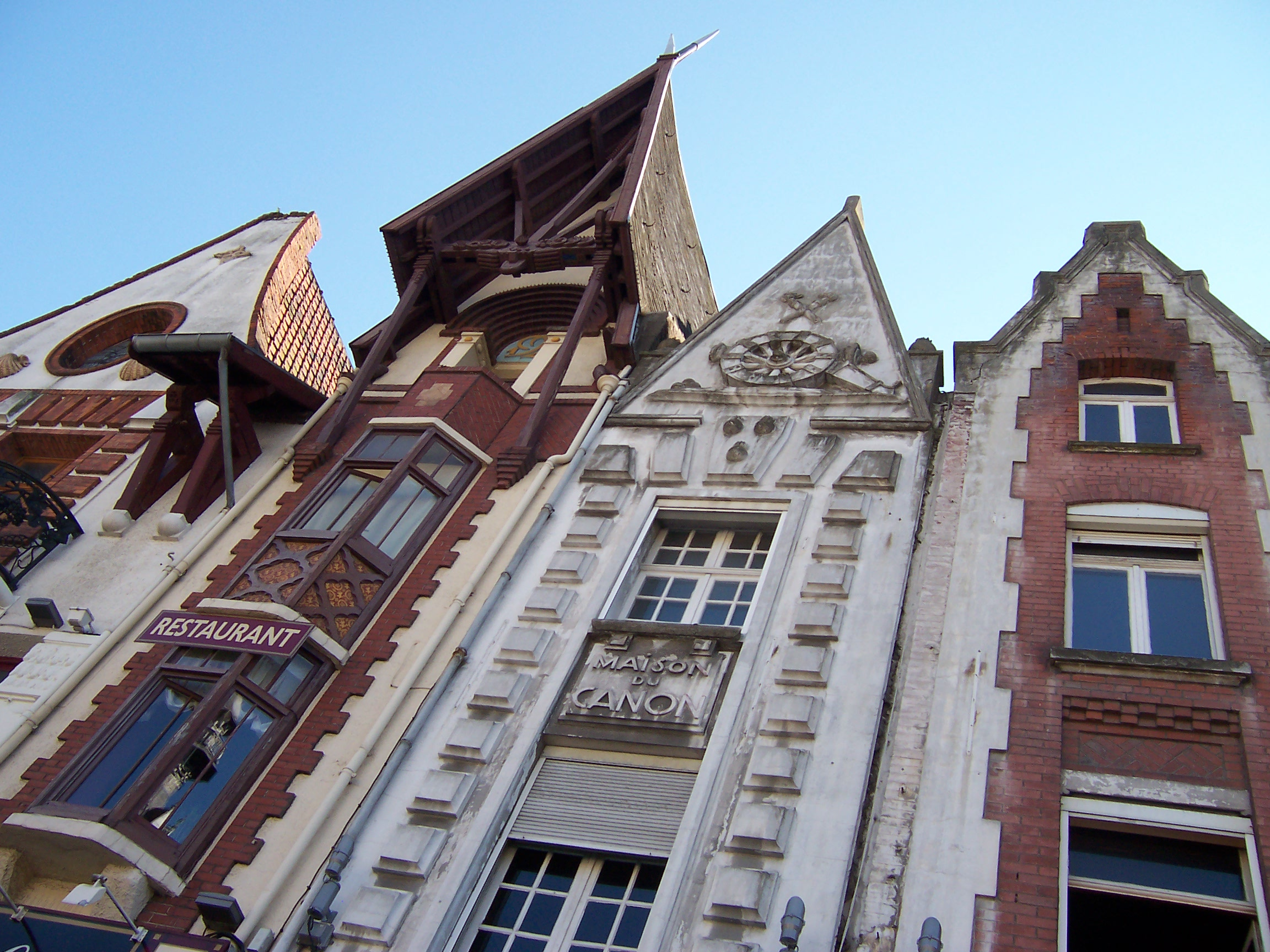

## أعلام
- جان-لوك روميرو
- كولين داغبا
- جوسلين بلانشار
- بول لوروا
- جيروم ليروي